# Regards (album)
Regards est l'album studio en français de l'artiste italo-belge Salvatore Adamo, a été publié en 26 mars 1997.

## Liste des titres
1. Dans les mille ans qui viennent
2. Les heures bleues
3. Je crois aux anges
4. Elle disait tout'l temps "Je t'aime"
5. Anima
6. Salima dans le tramway
7. Laissez rêver les enfants
8. Mon Île a moi
9. Ce sera toi
10. Quelle mouche t'a piquée?
11. Le village
12. Dans le regard d'une femme
13. Ils s'aimaient
14. C'est qui s'aiment
15. Final